# Пармен зимовий золотий
Пармен зимовий золотий (смугастий шафран, золота ренета, золотий ренет) — старовинний зимовий сорт яблуні англійського походження.
Дерево середньоросле, з широко-пірамідальної або вазообразною кроною. Гілки відходять під прямим кутом, розміщуються густо, тому створюється відносно густа крона. Пагони прямі, ясно-коричневі, сильно й дрібно опушені, що надає їм сіруватого кольору, з незначним числом чечевичок. Бруньки опукло-довгасті, притиснуті до пагонів. Листки яйцевидно-подовжені, зелені, середньоопушені. Пластинка злегка вигнута всередину, краї дрібнозубчаті.
Дерева вступають у плодоношення на шостий-сьомий рік, на карликовій підщепі — на четвертий-п'ятий рік.. Сорт урожайний, вимогливий до живильних ґрунтів. Зимостійкість середня.
Плоди середньої величини, вагою 100—150 г, правильної конічної або тупо-конічної симетричної форми, на вигляд досить привабливі. Шкірка гладенька, масна, золотисто-жовта, з гарним смугастим карміновим рум'янцем. М'якуш білий, середньої щільності, досить соковитий, пріснуватий, з відчутним ароматом. Найкраща пора збирання плодів — кінець вересня — у повній стиглості; для споживання вони придатні з початку грудня до кінця лютого. У звичайних плодосховищах зберігаються добрепри 0-1 % СО2. Не витримують підвищення концентрації СО2 навіть до 2 %.